# 大田区休養村とうぶ
大田区休養村とうぶ（おおたくきゅうようむらとうぶ）とは、長野県東御市に設置されている、東京都大田区の温泉宿泊保養施設である。

## 概要
1998年（平成10年）8月に大田区民の健康の増進及び余暇活動の充実を図ること並びに区立学校に在学する児童及び生徒が校外学習活動を行うため、長野県小県郡東部町（現長野県東御市）に設置された。大田区民以外でも利用でき、建物は総4階建てで、温泉宿泊施設や各種スポーツ施設などを備えている。指定管理者制度により、信州東御市振興公社が管理・運営している。敷地内にある金原温泉を源泉（泉質：ナトリウム塩化物、炭酸水素塩泉）とする温泉宿泊保養施設である。この施設が建設されたことによって、東部町と大田区が友好都市になるきっかけになった。

## 泉質
- 源泉名
  - 金原温泉
- 泉質
  - ナトリウムー塩化物・炭酸水素塩泉（弱アルカリ性低張性高温泉）

## 施設
- 浴場
  - 大浴場
- その他
  - 宿泊施設、テニスコート、多目的グラウンド、キャンプ場、ホール（体育館）、大広間、会議室、調理室

## アクセス
- 電車で北陸新幹線上田駅から送迎バス（予約制）で約30分。
- 電車でしなの鉄道線田中駅、大屋駅からタクシーで約20分。
- 車で上信越道東部湯の丸ICから車で約7キロメートル。